# Tưởng Uyển
Tưởng Uyển (tiếng Hán: 蔣琬; Phiên âm: Jiang Wan) (???-246), tự Công Diễm (公琰), là đại thần nhà Thục Hán trong thời kỳ Tam Quốc. Sau khi Gia Cát Lượng qua đời, ông kế nhiệm trở thành phụ chính đại thần cho Thục Hán Hoàng đế Lưu Thiện.

## Phò tá Lưu Bị
Tưởng Uyển là người huyện Tương Hương, quận Linh Lăng, thuở trẻ cùng với em bên ngoại là Lưu Mẫn đều đã là người có tiếng tăm. Tưởng Uyển làm thư tá ở Kinh Châu, khi Lưu Bị đánh Ích Châu, Uyển theo Bị vào Thục, làm huyện trưởng Quảng Đô. Lưu Bị thi sát đột ngột ở Quảng Đô thấy Uyển làm việc bê trễ, lại hay uống rượu say bí tỉ, giận lắm muốn đem chém. Gia Cát Lượng vội can ngăn, nói rằng Tưởng Uyển là người có tài cai trị, chỉ là không chú ý thể hiện ra ngoài, nhưng biết lấy việc yên dân làm căn bản. Lưu Bị kính trọng Gia Cát Lượng nên miễn tội chết cho Tưởng Uyển, nhưng bãi miễn hết chức tước.
Tưởng Uyển nằm mộng thấy một cái đầu trâu, máu chảy lênh láng. Ông rất lo lắng, đem chuyện nói với người chiêm bốc là Triệu Trực. Triệu Trực trả lời: "Thấy máu, tức là mọi việc sắp rõ ràng phân minh. Sừng trâu ghép với mũi, thành hình chữ Công (公), ngài tất được thăng chức."
Năm 219, Lưu Bị xưng Hán Trung vương, bổ nhiệm Tưởng Uyển làm Thượng thư lang.

## Phụ tá cho Gia Cát Lượng
Năm 223, Lưu Bị mất ở thành Bạch Đế. Hậu chủ Lưu Thiện lên ngôi, Gia Cát Lượng làm Thừa tướng nhiếp chính. Gia Cát Lượng khai phủ thừa tướng, bổ nhiệm Tưởng Uyển làm Đông tào duyện. Sau đó Tưởng Uyển lại được tiến cử chức Mậu tài (phụ trách tuyển dụng nhân tài), ban đầu ông muốn nhường cho người khác, nhưng Gia Cát Lượng khuyên rằng không nên vì sợ mất tình giao hảo mà từ bỏ việc cống hiến. Sau đó Tưởng Uyển được thăng làm Tham quân. Năm 227, Gia Cát Lượng lên Hán Trung chuẩn bị Bắc phạt đánh Ngụy, giao cho Tưởng Uyển và Trưởng sử Trương Duệ giải quyết công vụ ở phủ thừa tướng. Trương Duệ mất (năm 230), Tưởng Uyển thay Trương Duệ làm trưởng sử, được thăng hàm Phủ quân tướng quân.
Gia Cát Lượng xuất quân đánh Ngụy mấy lần, đều được Tưởng Uyển lo liệu rất chu đáo về hậu cần. Gia Cát Lượng đánh giá Tưởng Uyển rất cao: "Công Diễm trung thành, một lòng với công việc, cùng chung sức với ta gây dựng được vương nghiệp vậy." Trước khi mất, Gia Cát Lượng mật báo cho Hậu chủ Lưu Thiện rằng có thể giao phó đại sự cho Tưởng Uyển.

## Tự mình chấp chính
Năm 234, Gia Cát Lượng bệnh mất trong quân ở gò Ngũ Trượng. Tưởng Uyển được thăng làm Thượng thư lệnh, sau kiêm cả Thứ sử Ích Châu, rồi làm Đại tướng quân, tước An Dương Đình Hầu, quản lý hết việc trong ngoài. Tưởng Uyển thay Gia Cát Lượng chấp chính, tỏ ra là đại thần có năng lực, thái độ cư xử luôn điềm tĩnh, vì vậy bá quan đều khâm phục.
Năm 238, Ngụy Minh đế Tào Duệ cử binh đánh Công Tôn Uyên ở Liêu Đông. Hậu chủ Lưu Thiện giáng chiếu lệnh cho Tưởng Uyển chuẩn bị binh mã ở Hán Trung, kết hợp với Đông Ngô chớp thời cơ đánh Ngụy. Năm sau Uyển được thăng làm Đại tư mã.
Dịch Trung Thiên cho rằng mệnh lệnh của Lưu Thiện thật ra là ngầm khuyên Tưởng Uyển cẩn thận, không vội vã hành sự. Trong mệnh lệnh nói rằng liên kết với Đông Ngô, cả hai bên cùng tiến đánh, nhân cơ hội mà xuất binh, thực chất đấy là lời cảnh giới Tưởng Uyển, không nên khinh xuất, manh động, kẻo lại rơi vào vết xe đổ người đi trước, vất vả mà chẳng ăn thua gì.
Tưởng Uyển là người khoan dung và khiêm nhường. Đông tào duyện Dương Hí bản tính thuần phác, giao tiếp không khéo léo, khi Tưởng Uyển bắt chuyện thì Hí không đáp lời. Có người thấy vây cho rằng Hí vô lễ, Tưởng Uyển lại cho rằng đấy là đấy là Dương Hí không tán thành với ý của Tưởng Uyển, nhưng không muốn nói thẳng ra, nên chọn cách im lặng. Đốc nông Dương Mẫn (楊敏) chê trách Tưởng Uyển "Làm việc mơ hồ, không thể sánh với tiền nhân [Gia Cát Lượng]". Quan chấp pháp muốn trị tội Dương Mẫn, Tưởng Uyển ngăn lại, nói: "Ta thật không bằng tiền nhân, chẳng thể trách phạt người ta vậy." Sau Mẫn bị tội phải hạ ngục, Tưởng Uyển không chấp nhặt hiềm khích, miễn cho trọng tội.
Tưởng Uyển cho rằng trước kia Gia Cát Lượng đánh Ngụy theo đường núi Tần Lĩnh và Kỳ Sơn vốn hiểm trở, vận chuyển hậu cần khó khăn. Vì vậy ông thay đổi sách lược, đóng thuyền bè để đưa quân theo đường thủy từ Hán Thủy và Miện Thủy đánh sang phía đông, tập kích Ngụy Hưng và Thượng Dung. Tuy nhiên Tưởng Uyển bỗng lâm bệnh nặng, chưa thi hành ngay được, đồng thời nhiều người cũng phản đối, cho rằng đánh theo đường thủy nếu có thất lợi xảy ra thì rất khó rút quân về. Tưởng Uyển lại đề xuất phong Khương Duy làm thứ sử Lương Châu, rồi rút về đóng ở huyện Phù, yểm hộ cho Khương Duy nếu Duy xuất binh.
Năm 243, Tưởng Uyển lâm trọng bệnh và giao hầu như toàn bộ quyền hành lại cho Phí Y và Đổng Doãn. Năm 244, Ngụy quốc phụ chính đại thần Tào Sảng tấn công Hán Trung, Phí Y đích thân dẫn quân chống cự với Tào Sảng và khiến cho quân Ngụy hứng chịu thất bại (một phần do Tào Sảng đã không chuẩn bị hậu cần kỹ càng). Tuy nhiên, Tưởng Uyển vẫn còn duy trì sức ảnh hưởng cho đến lúc qua đời vào năm 246. Ông được truy phong thụy hiệu là "Cung" (nghĩa là "đáng kính").

## Chức danh và chức vụ từng nắm giữ
- Châu Thư Tá (州書佐)
- Quảng Đô Trưởng (廣都長)
- Thậm Phương Lệnh (什邡令)
- Thượng thư Lang (尚書郎)
- Thừa Tướng Phủ Đông Tào Duyện (丞相府東曹掾)
- Mậu Tài (茂才)
- Thượng thư Lệnh (尚書令)
- Ích Châu Thứ Sử (益州刺史)
- Đại tướng Quân (大將軍)
- Lục Thượng thư Sự (錄尚書事)
- An Dương Đình Hầu (安陽亭侯)
- Đại Tư Mã (大司馬)
- Cung (恭) - được truy phong sau khi Tưởng Uyển mất

## Gia đình
- Biểu đệ:
  - Lưu Mẫn (刘敏), quan đến Tả hộ quân, Dương uy Tướng quân, từng hiệp trợ Phí Y đẩy lùi Ngụy quân, phong Vân Đình hầu (云亭侯).
  - Phan Tuấn (潘濬), tự Thừa Minh (承明), trọng thần nước Ngô, quan đến Thái thường, phong Lưu Dương hầu (刘阳侯). Từng dẫn quân đại phá Ngũ Khê Man di.
- Đệ đệ: Tưởng Hiển (蒋显), quan đến Thái bộc.
- Con trai: Tưởng Bân (蒋斌), thừa tước phụ thân, quan đến Tuy vũ Tướng quân, Hán Thành hộ quân.